# RHex

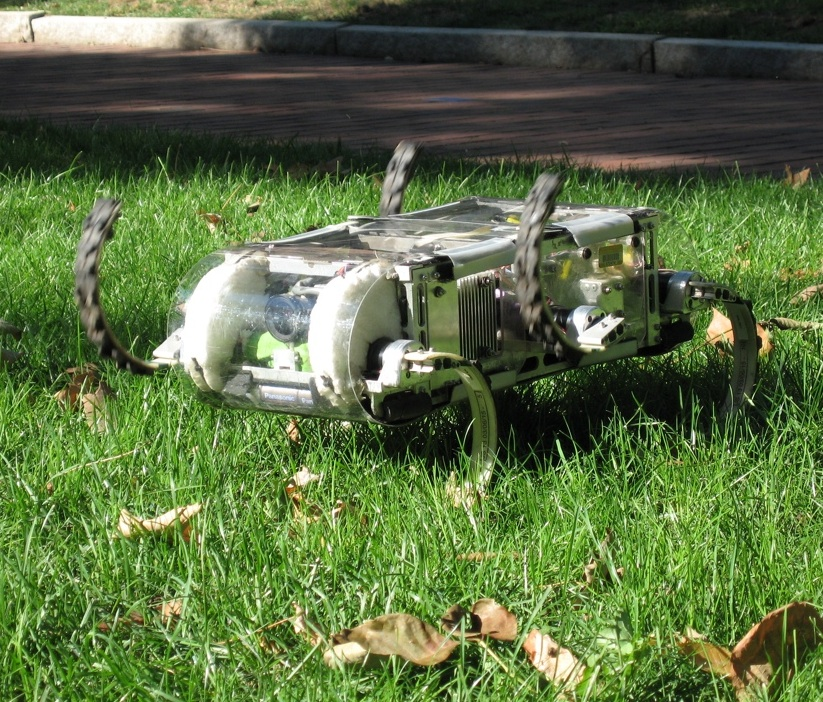
RHex 1.1

«RHex» — це автономний робот, має шість ніг і по одному виконавчому механізму на кожну ногу. В розробці взяли участь багато американських університетів, фінансуванням грантів займалось також агентство «DARPA».
Варіанти робота показали хорошу рухливість на різних місцевостях зі швидкостями більше п'яти довжин тіла на секунду (2.7 м/с), підіймались нахилом більше 45 градусів, плавали, а також піднімались сходами.

## Історія
Дизайн «RHex» з'явився через фінансування «DARPA» різно-дисциплінарних університетів у намаганні застосувати математичні принципи з теорії динамічних систем до задач локомоції, і пошуку впливу з біології для розвитку роботизованих систем. Проект «RHex» отримав 5 мільйонів доларів за п'ять років з програми «DARPA» CBS/CBBS в 1998 році, і додаткових 3 мільйони доларів з інших грантів, наприклад від національного наукового фонду.
Такі університети взяли участь у початковому проекті:
- Мічиганський університет
- Університет Макгілла
- Університет Карнегі-Меллон
- Каліфорнійський університет
- Принстонський університет
- Корнелльський університет